# Prøysen
Prøysen (в перевод на рус. Пруссия) — дебютный альбом норвежского рок-музыканта Кнута Андерса Сёрума. Выпущен 25 октября 2010 года звукозаписывающим лейблом «daWorks Records». Выпуску альбома предшествовал выпуск сингла «Spelldåsen» (17 октября 2010 года); в следующем же году был выпущен второй сингл с альбома — «Blåklokkevikua» (18 июля 2011 года).
Продюсером альбома выступил Джон Андерс.

## Список композиций
Тексты и музыку к композициям писал сам Сёрум. Все песни исполнены на норвежском языке (вариант букмол). Всего в альбом вошло десять песен общей продолжительностью 37 минут 4 секунды.
1. Blåklokkevikua — 4:17
2. Spelldåsen — 3:55
3. Ungkarssorg — 2:42
4. Trassvisa hennes Tora — 3:33
5. Romjulsdrøm — 3:22
6. Den Skyldige — 4:23
7. Mannen På Holdeplassen — 3:09
8. Et Lite Kjærtegn — 3:30
9. Visa Om Løgna — 4:48
10. Du Ska Få En Dag I Mårå — 3:25